# Giuseppe Ballerio
Giuseppe Ballerio (Milano, 27 giugno 1909 – Milano, 29 dicembre 1999) è stato un calciatore italiano, di ruolo difensore.

## Carriera
Cresciuto nell'Ambrosiana-Inter, giocò quattro stagioni in prestito al Varese, all'Alessandria e al Bari, prima di tornare alla casa madre. Terzino eclettico, la sua militanza interista durò otto stagioni, nel corso delle quali giocò 102 incontri complessivi, senza andare mai a segno.
Vinse due scudetti, nel 1937-1938 e nel 1939-1940 (8 presenze complessive) e la Coppa Italia del 1938-1939. Giocò l'ultima partita in maglia nerazzura il 21 gennaio 1940 (Juventus-Ambrosiana-Inter 1-0), prima di trasferirsi, l'anno successivo, nuovamente al Varese.
Chiuse la sua carriera nelle file della Pro Patria, in Serie B.

## Palmarès
- Campionato italiano: 2

Inter: 1937-1938, 1939-1940
- Coppa Italia: 1

Inter: 1938-1939